# Johnny Carey
Pour les articles homonymes, voir Carey.
Johnny Carey, né le 23 février 1919 à Dublin (Irlande), mort le 23 août 1995 à Macclesfield (Royaume-Uni), est un footballeur irlandais, qui évolue au poste d'arrière latéral à Manchester United et en équipe d'Irlande.
Carey n'a marqué aucun but lors de ses neuf sélections avec l'équipe d'Irlande entre 1946 et 1969 et a marqué trois buts lors de ses vingt-sept sélections avec l'équipe de république d'Irlande entre 1937 et 1952.

## Carrière de joueur
- 1936 : Saint James's Gate
- 1936-1953 : Manchester United

## Palmarès

### En équipe nationale
- 9 sélections et 0 but avec l'équipe d'Irlande entre 1946 et 1949.
- 27 sélections et 3 buts avec l'équipe de la république d'Irlande entre 1937 et 1952.

### Avec Manchester United
- Vainqueur du Championnat d'Angleterre de football en 1952.
- Vainqueur de la Coupe d'Angleterre de football en 1948.
- Vainqueur du Charity Shield en 1952.

## Carrière d'entraîneur
- 1953-1958 : Blackburn Rovers
- 1955-1967 :  République d'Irlande
- 1958-1961 : Everton
- 1958-1961 : Leyton Orient
- 1963-1968 : Nottingham Forest
- 1970-1971 : Blackburn Rovers

## Sources
- (en) Stephen McGarrigle, The Complete who's who of Irish international football : 1945-1996, Edimbourg, Mainstream Publishing, octobre 1996, 237 p. (ISBN 1-85158-894-9), p. 34-35